# Vammalan Lentopallo

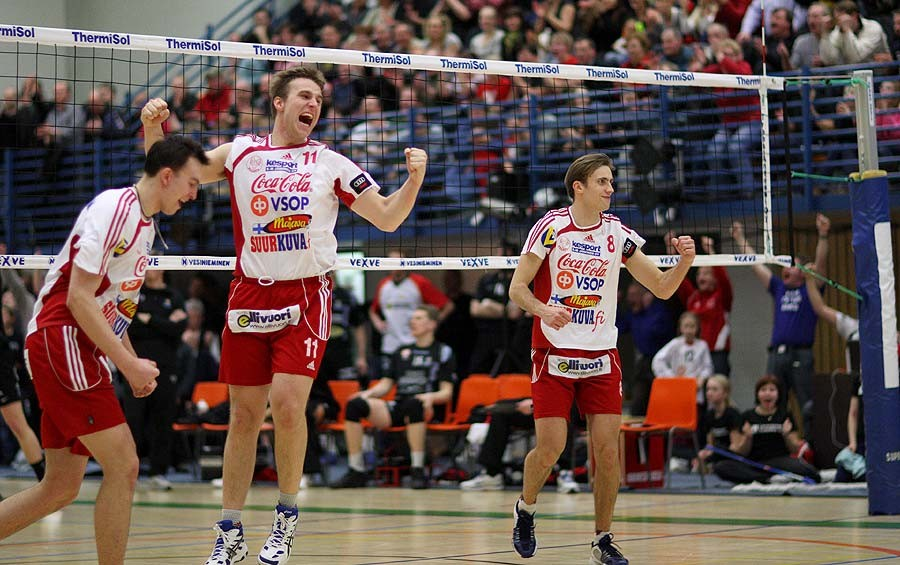
Zawodnicy Vammalanu Lentopallo w sezonie 2007/2008

Vammalan Lentopallo (VaLePa) – fiński męski klub siatkarski z Sastamala. Założony został w 1978 roku. Od sezonu 1980/1981 gra w najwyższej klasie rozgrywek klubowych w Finlandii. W latach 2009–2016 szkoleniowcem klubu był łotewski trener Uģis Krastiņš.

## Sukcesy
Mistrzostwo Finlandii:
- 2012, 2014, 2017, 2018, 2019, 2021, 2022[1], 2023[2]
- 2011, 2016
- 1992, 2008, 2013, 2015, 2024[3]

Puchar Finlandii:
- 2013, 2017, 2018, 2019, 2020, 2021, 2023[4]

## Znani siatkarze w drużynie
| Lata gry                                 | Imię i nazwisko         | Pozycja      |
| Reprezentanci Finlandii                  |                         |              |
| 1995–1997 2015–                          | Mikko Esko              | rozgrywający |
| 2000–2002 2011–2020                      | Olli Kunnari            | przyjmujący  |
| 2003–2004                                | Matti Oivanen           | środkowy     |
| 2003–2004 2014 (od 20.02.2014) 2019–2020 | Mikko Oivanen           | atakujący    |
| 2010–2016                                | Elviss Krastins         | przyjmujący  |
| 2015–2019 2022–                          | Urpo Sivula             | atakujący    |
| 2018–2019                                | Tommi Siirilä           | środkowy     |
| Obcokrajowcy                             |                         |              |
| 2013–2015                                | Sjoerd Hoogendoorn      | atakujący    |
| 2018–2019                                | Alan Domingos           | libero       |
| 2018–2019                                | Daniel Jansen Van Doorn | środkowy     |